# ورق

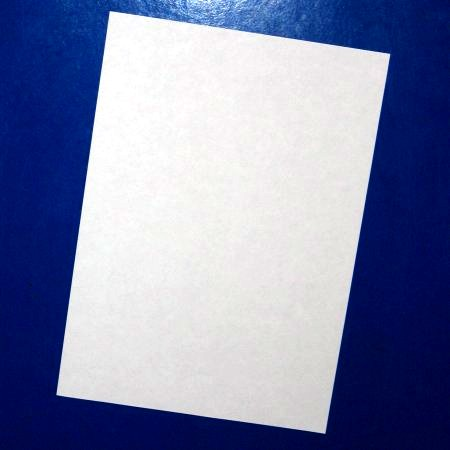
الورق

الورق أو الكَاغِد، هو مادة رقيقة مسطحة تنتج من لب الورق المنتج عن طريق ضغط الألياف السيليلوزية للخضروات، الألياف تكون عادة طبيعية، بحيث تتكون أساسا من السيليولوز، وتستخدم مادة تلك الصفحات في الكتابة والطباعة وتغليف جدران المنازل وأكياس المطابخ.

صناعة الورق في الصين

## التعرف أكثر على الورق
من السهل نسبياً التفريق بين الورق والمواد الأخرى، ولكن من الصعب تحديد أنواع معينة من الورق. وبالنسبة للورق الحديث المطبوع، فعادة ما يكون تاريخ الإنتاج هو أفضل وسيلة للتعرف على نوع الورق. غير أن هنالك كثير من المجموعات، خصوصاً بعد عام (1820م)، عندما كان يتم اختبار العديد من الألياف (بداية من القش وحتى عشب الحلفاء)، وعندما استُخدمت مجموعات مختلفة من مواد التبييض والعوامل المساعدة على تغرية الورق الكيميائي، وتؤدي هذه المجموعات إلى تعقيد التعرف على الورق، بحيث لا يكون التحديد الدقيق ممكنا إلا من خلال التحليل الكيميائي وتحليل الألياف فقط.
يختلف الورق المصنوع بالآلات عن الورق اليدوي الصنع في عديد من الأوجه، ولكن يبقى انتظام الألياف أكثر هذه الأوجه لفتاً للنظر. ففي الورق اليدوي الصنع، يتسبب غمر مناطق العفن أو su (باليابانية) في السائل المعلق المكون من الماء والألياف مع رجّ الماء وترشيحه باستخدام مصفاة، في تشابك الألياف عشوائياً مما يزيد من قوة الورق. وعلى عكس ذلك، يتم إنتاج الورق المصنوع باستخدام الآلات على أسطوانة دائمة الدوران، وتتسبب حركة دوران الآلة في محاذاة الألياف لبعضها البعض في اتجاه واحد، مما يجعل الورق أضعف بعض الشيء على طول اتجاه الألياف أو اتجاه الآلة. ويوجد اتجاه الألياف هذا في المنتجات الورقية الأخرى، مثل الكرتون والحافظات.
يمكن أن يتجعد الورق الذي يُطوى عكس اتجاه الألياف مشكلاً ثنيات غير مستوية، كما أن الورق الذي يتم ترطيبه باستخدام مادة لاصقة يتمدد أكثر وأكثر على عرض اتجاه الألياف بأكثر مما يتمدد على طوله. ولتحديد اتجاه الألياف في التوريدات، يمكن تقويس الورق في كلا الاتجاهين، وسوف يُظهر اتجاه الألياف مقاومةً أقل. وهنالك اختبار بسيط آخر يمكن إجراؤه عن طريق تمزيق الورق في كلا الاتجاهين، فسيتمزق الورق بسهولة أكبر على طول اتجاه الألياف.
ونظراً للمعدل المزعج لتلف الورق الحديث، تم بذل كثيرا من الجهود لتطوير ورق مستقر كيميائياً، قائم على الأنواع القلوية المقواة في الأساس. وفي السنوات الأخيرة، اهتمت معظم دول الغرب بإنتاج الورق القلوي. ونظراً لأن عمليات تصنيع الورق التي تنطوي على عمليات معالجة قديمة للأحماض تتسبب في تلوث المجاري المائية والجو والتربة، فقد دفعت اللوائح الحكومية صناعة الورق نحو إجراء عمليات معالجة أكثر نظافةً وأقل تلويثاً.
ولذلك فكثير من الورق الذي يتم إنتاجه في الوقت الحالي في الدول الصناعية هو ورق غير حمضي، بل قلوي. ومع ذلك فلا يزال ورق الخشب الأرضي الرخيص يصنع لغرض طباعة الجرائد وبعض الاستخدامات الأخرى غير الدائمة. ويتلف هذا الورق سريعاً، مما يؤدي إلى ظهور مشكلات «الورق الهش» في المكتبات على مستوى العالم. وتُعتبر هذه المشكلات حادةً في الدول المتقدمة على وجه الخصوص، حيث يكون كثير من إنتاج ورق الكتب حامضياً، ويكون الجو غير مناسب.

## تاريخ الورق
يعود الفضل في اختراع مادة الورق كما نعرفها الآن إلى الصينيين الذين أنتجوه ابتداءً من القرن الأول ميلادي، وذلك انطلاقًا من سيقان نبات الخيزران (البامبو) المجوفة والخرق البالية أو شباك الصيد والقنب وعشب الصين. ويتم تحسينه باستخدام لحاء الشجر والقنب وقطع القماش حيث كانت هذه المواد تدق، بعد أن تغسل وتفقد ألوانها، في مطاحن خاصة حتى تتحول إلى عجينة طرية فتضاف إليها كمية من الماء حتى تصبح شبيهة بسائل الصابون، وبعد أن يصفَّى الخليط تؤخذ الألياف المتماسكة المتبقية بعناية لتنشر فوق لوح مسطح لتجففه حرارة الشمس. وبعد التجفيف يمكن صقل فرخ الورق المحصل عليه بعد ذلك بواسطة خليط من النشا والدقيق ويجفف من جديد. وهكذا يحصل على ورق قابل للاستعمال.
وكان يسمى الورق الصيني في عهد الدولة العباسية الكاغد وهي كلمة دخيلة (بالفارسية: كاغذ) كما سمي صانعه (الوراق) كاغدا.

## صناعة الورق

### تطور صناعة الورق
ظلت صناعة الورق في تطور وأخذت أهمية كبرى بخاصة بعد اختراع غوتنبرغ لأول مطبعة، وبدأ معها الاهتمام بأنواع الورق المختلفة. وبدأت التكنولوجيا الحديثة تقوم بدورها في تلك الصناعة، إلى أن أصبح الأمر الآن أكبر بكثير من مجرد أوراق للطباعة وأخرى للتغليف، وإنما أصبحت هناك أشكال وأنواع كل يؤدي دورا مختلفا على حسب المصدر الأول لاستخراجه.
فهناك الورق المأخوذ أساسًا من الأشجار الإبرية، والتي توجد عادة في المناطق الشمالية الباردة من أوروبا، وهناك أوراق تشبع بألياف السليلوز لكي تأخذ ملمس القماش ورونقه، أو لأنها تعطي مواصفات جيدة عند الطبع عليها واستخدام الأحبار المناسبة، ويكون مصدرها الأساسي القطن (ورق قطني) وأشجار الأرز ومصاص القصب.
ولم يقتصر الأمر على طرق وأنواع الورق، وإنما أصبحت هناك مواصفات أخرى أكثر دقة وتعقيدًا؛ حيث نجد أجهزة خاصة لقياس لمعان سطح الورق، وجهاز لقياس قوة ومتانة شد الورق الذي يستخدم في عمليات التغليف وأيضًا نسبة الحموضة والقلوية.

### تحضير الورق
يحضر الورق من ألياف السيليلوز التي توجد في جدران جميع الخلايا النباتية. عندما يرشح مزيج من الماء والألياف من خلال غربال أو منخل دقيق تتشابك ال ألياف بعضها مع بعض مكونةً صحيفةً رقيقة من الورق، وعندما تجفف الرقيقة المبتلة تنشأ روابط كيميائية بين الجزيئات في ألياف السيليلوز معطية رقيقة الورق قوتها.
يعتبر الخشب المصدر الرئيسي لألياف صناعة الورق والتغليف والتعبئة.

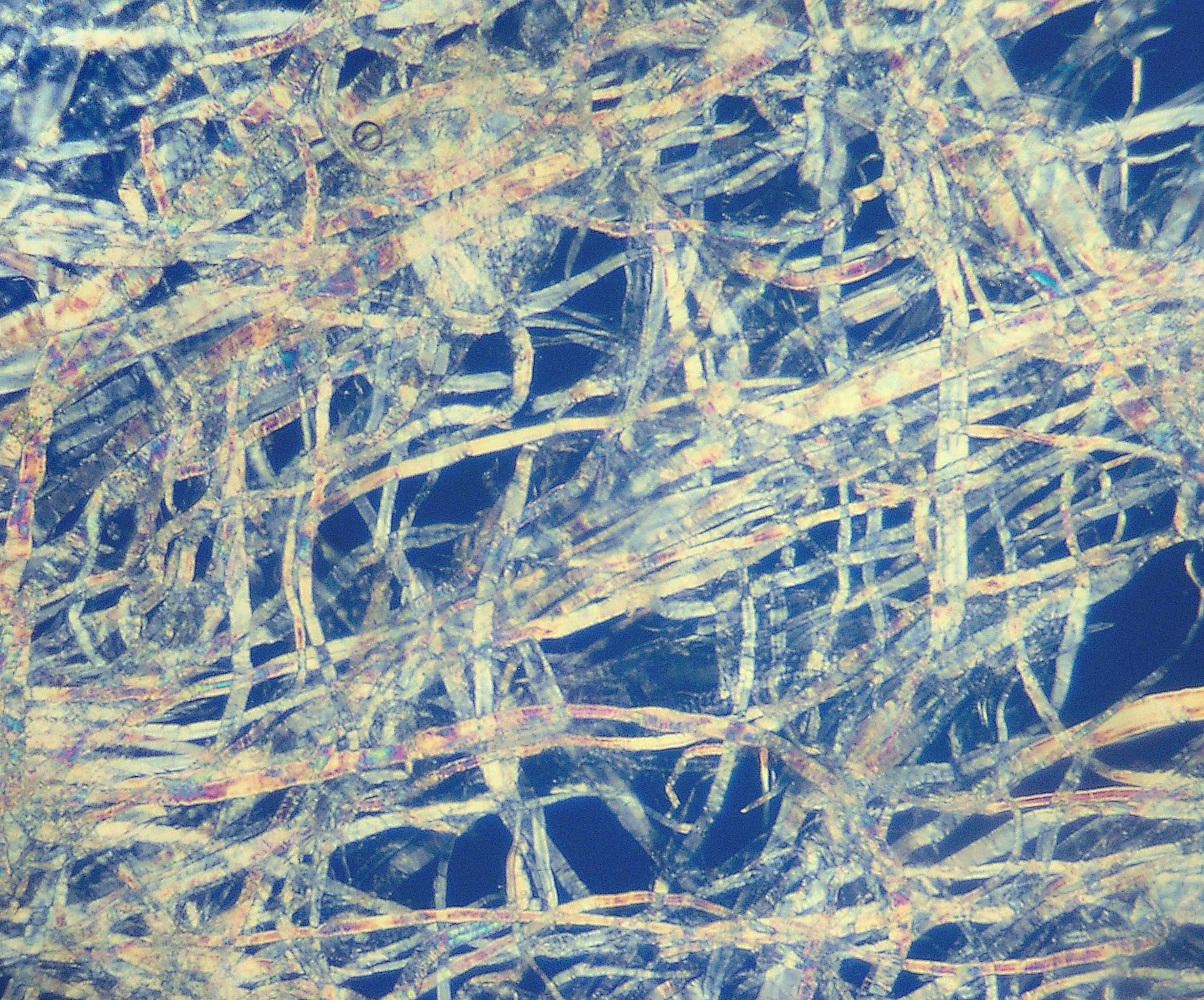
السيليلوز

### دور السيليلوز
من أكثر المركبات العضوية انتشارا في الأرض، يكوّن الجدر الخلوية في النبات وله دور دعامي، يتكون السيليلوز من جزيئات بوليمرية تؤلف سلسلة غير متفرعة تتكون من تكاثف جزيئات سكر الجلوكوز التي ترتبط مع بعضها بروابط غلوكوزسيدية، وتنتظم جزيئاته في الجدار الخلوي للنبات على هيئة ألياف متوازية أحيانا ومترابطة عرضيا أحيانا أخرى مما يؤدي إلى إحداث دعامة قوية جدا، تحمي الخلية النباتية.

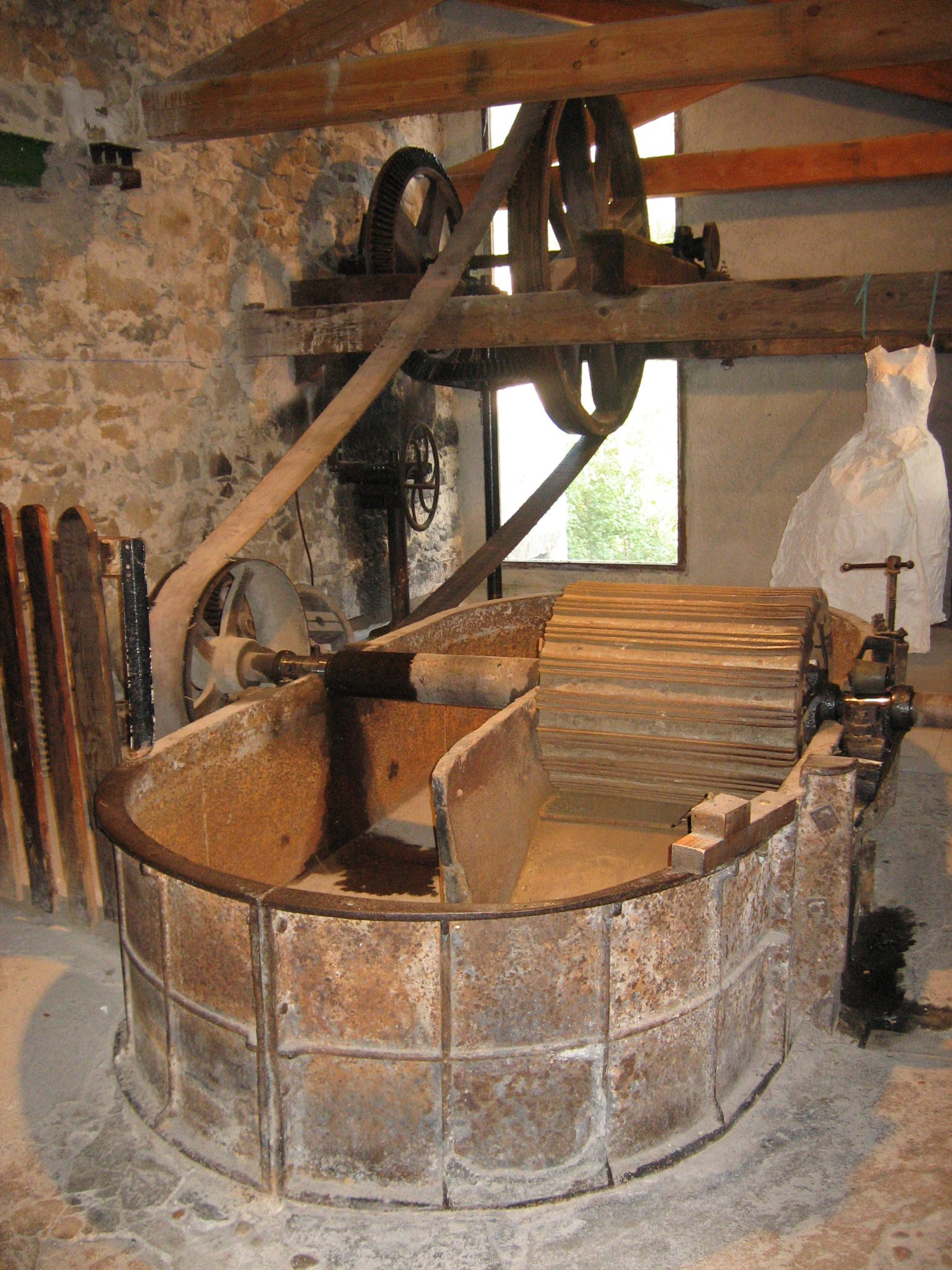
هولاندز

### تصنيع الورق آليا
هناك طريقتان لصناعة العجينة الورقية: ميكانيكية وكيميائية.
- عند صناعة الورق آليا ينظف اللحاء المستخدم باستخدام الماكينة من أجل التخلص من الغبار أو الرماد والمواد الغريبة.
- وبعد عملية التنظيف هذه، يوضع اللحاء في غلاية دائرية كبيرة حيث يغلى اللحاء والجير تحت ضغط البخار لمدة تصل إلى عدة ساعات.
- يتحد الجير مع الدهون والمواد الغريبة الأخرى الموجودة في اللحاء ليكون صابونا غير قابل للذوبان، ويمكن التخلص من هذا الصابون فيما بعد، كما أن الجير يقلل أية صبغة ملونة موجودة في المركبات الملونة.
- ثم يحول اللحاء إلى ماكينة تسمى هولاندر بحيث تشكل سلسلة متصلة.
- ويمر الخليط المكون من اللحاء والمياه بين الأسطوانة ولوح القاعدة ويتحول اللحاء إلى ألياف، بحيث تمتص المياه من الحوض تاركة اللحاء والألياف خلفها.
- وأثناء تدفق خليط اللحاء والمياه حول الهولاندز، يتم التخلص من القاذورات وينقع اللحاء تدريجيا حتى يتحلل تماما إلى ألياف مفردة.
- وبعد ذلك يتم إدخال اللحاء المبتل في ماكينة هولاندز فرعية من أجل فصل الألياف مرة أخرى.
- وعند هذه النقطة، تضاف مواد تلوين ومواد غراء كالصمغ ومواد حشو مثل كبريتات الجير، وذلك لزيادة حجم ووزن الورق.

### الاختلاف بين ورق الآلات واليدوي الصنع
يختلف الورق المصنوع بالآلات عن الورق اليدوي الصنع في عديد من الأوجه، ولكن انتظام الألياف هو أكثر هذه الأوجه لفتاً للنظر.
ففي الورق اليدوي الصنع، يتسبب غمر مناطق العفن في السائل المعلق المكون من الماء والألياف مع رجّ الماء وترشيحه باستخدام مصفاة، في تشابك الألياف عشوائياً مما يزيد من قوة الورق. وعلى عكس ذلك، يتم إنتاج الورق المصنوع باستخدام الآلات على أسطوانة دائمة الدوران، وتتسبب حركة دوران الآلة في محاذاة الألياف لبعضها البعض في اتجاه واحد، مما يجعل الورق أضعف بعض الشيء على طول اتجاه الألياف أو اتجاه الآلة.
ويوجد اتجاه الألياف هذا في المنتجات الورقية الأخرى، مثل الكرتون والحافظات.
يمكن أن يتجعد الورق الذي يُطوى عكس اتجاه الألياف مشكلاً ثنيات غير مستوية، كما أن الورق الذي يتم ترطيبه باستخدام مادة لاصقة يتمدد أكثر وأكثر على عرض اتجاه الألياف بأكثر مما يتمدد على طوله. ولتحديد اتجاه الألياف في التوريدات، يمكن تقويس الورق في كلا الاتجاهين، وسوف يُظهر اتجاه الألياف مقاومةً أقل.
وهنالك اختبار بسيط آخر يمكن إجراؤه عن طريق تمزيق الورق في كلا الاتجاهين، فسيتمزق الورق بسهولة أكبر على طول اتجاه الألياف.

## مواصفات الورق الجيد
مواصفات الورق الجيد
•أن يكون ذا ألياف طويلة ومجهزا تجهيزا جيدا.
•و يحضر الورق الجيد غالبا بكبريتات الصوديوم وبحيث يكون به نسبة عالية من الأقمشة والخرق.
•ويستعمل للكتابة والطباعة الفاخرة مثل ورق الوثائق.
•وتضاف إلى العجينة (اللب *) بعض المواد المضافة لتحسين خواص الورق ولزيادة متانته ونصاعته وتحمله لزيادة الاستدامة.

## عملية الإضافة في صناعة الورق
• تتم عملية الإضافة للمواد الكيميائية بترتيب خاص لتكسب الورق صفات تتطلبها صناعة الورق.
• تتم الإضافة إما في السواقي في أثناء عملية التشغيل أو في أحواض للخلط أو في أحواض إضافية خاصة وأهم المواد التي تضاف للعجينة هي:
• مواد قلفنة وهي الشبة والقلفونية.
• مواد ملونة وهي صبغات ملونة مختلفة.
• مواد مالئة مثل بودرة التلك والصلصال الصيني (الكاولين).
أولاً إضافة الشبة والقلفونية:
• تضاف القلفونية إلى العجينة بعد عملية العجن لإكساب الورق مناعة ضد التشرب للمحاليل.
• تضاف القلفونية للعجينة على هيئة محلول صابوني يتم تحضيرها بطبخ القلفونية (حمض الأبياتيك Abiatic acid) مع الصودا الكاوية أو كربونات الصوديوم ثم تخفيفها بالماء لتكون محلول الرجينة.
• بإضافة الرجينة للعجينة يلاحظ زيادة حجم العجينة وذلك لأن الرجينة لها شحنة سالبة مثل الشحنة السالبة التي توجد على ألياف السليولوز.
• معنى ذلك أن الرجينة تتنافر مع الألياف وتحتاج إلى مادة مثبتة لتثبتها على الألياف ويقوم بعملية الربط هذه الشبه (كبريتات الألومنيوم) وتضاف إلى العجينة على هيئة محلول بعد إضافة الرجينة ومزجها بها جيداً.
• يمكن تفسير عملية التثبيت بأن شق الألومنيوم AL++ موجب التكهرب يجذب إليه كلاً من ألياف السيليلوز والرجينة ليحدث ربطاً بينهما.
• تضاف الرجينة مع وزن اللب الجاف بنسبة من نصف إلى 3%.
• أما الشبه فتضاف إلى العجينة بنسبة 2- 6% من وزن اللب الجاف.
ثانياً: إضافة المواد الملونة والصبغات:
• تضاف الألوان بعد إذابتها في الماء البارد أو الساخن حسب نوع المادة الملونة وقابليتها للذوبان.
• تصفى لفصل أي حبيبات لم تذوب لمنع حدوث البقع اللونية في الورق المنتج وتتم الإضافة للألوان مع ملاحظة التعليمات التالية:
• (أ) ألا تكون المحاليل ساخنة جداً.
• (ب) أن تضاف الألوان الأقل قابلية للسليولوز ثم الأكثر قابلية.
• (ج) لا يضاف لون ثاني إلا بعد امتزاج اللون الأول بالعجينة جيداً.
• بعد إضافة الألوان وخلطها جيداً بالعجينة تضاف الرجينة لأنها تعتبر مثبتاً للألوان في الورق.
• ثم تضاف الشبة التي تعمل أيضاً على تثبيت الألوان وترسيب الرجينة في ألياف سليولوز الورق.
• المواد المستخدمة في تلوين الورق مثل:
• الالترامين وأزرق البروس وغيرها Prussian blue.
• كذلك الاسبداج والكاولين والجير وأبيض التيتانيوم وغيرها.
3- مواد أخرى تضاف إلى عجينة الورق:
•يجب ملاحظة أن ترتيب الإضافة وحموضة الوسط ونوع المضاف لهم أهمية كبيرة في إنتاج نوع الورق المطلوب كما يلي:
• (أ) المواد المالئة والطاردة للماء:-
•مثل الروزين (القلافونية) وتثبيتها بواسطة الشبة (كبريتات البوتاسيوم والألومنيوم).
•ومن المواد المالئة والرابطة أيضاً النشا والدكسترين والغراء وبعض الأصباغ لتحسين خواص الورق ليصبح ملائماً لأغراض الطباعة والكتابة كما تساعد على تثبيت الألوان.
•كما أن هذه المواد الطاردة مثل القلافونية والشبة تثبت الألوان أيضاً.
(ب) مواد تحميل:
• هي مواد تزيد من ثقل الورق وتزيد من نعومة سطحه مثل الصلصال الصين China clay أو الطفلة وكذلك أكسيد الزنك وكبريتات الكالسيوم كما تزيد من بياض الورق.
•ويمكن إضافة هذه المواد أيضا بعد التصنيع وتسمى في هذه الحالة بالتجهيز السطحي مكونة طبقة ناعمة عازلة للماء.
•4- خامات العجينة الورقية Paper Pulp Ores  .
• الورق مادة عضوية من أصل نباتي Vegetable origin ذات تركيب بنائي Structural materials تكونت من جزيئات كبيرة أو بوليمرات،
•وهذه تكونت بواسطة الروابط الكيميائية للعديد من الوحدات المشابهة الصغيرة التي تسمى مونيمرات وترتبط هذه الجزيئات معا في سلسلة وتنسق مع بعضها لتكوين الألياف الدقيقة Microfberils التي ترتبط معا لتكون الألياف.
•والليفة جسم متجانس ميكروسكوبية مرنة لها نسبه عالية من الطول إلى العرض ومقطع عرضي صغير.
•وتعمتد صناعة الورق على الخواص المميزة للألياف السليلوزية الطبيعية.
وتقسم هذه الألياف طبقا للجزء النباتي الذي تم الحصول منه على هذه الألياف (أي حسب مصدرها) إلى:
1-ألياف البذور ذات الشعر Seed hairs ذلك مثل القطن Cotton وتكون الألياف بها ملتصقة ببذور القطن ويصنع منها الأقمشة البالية Rag.
paper. 2-ألياف سيقان النباتات أو لحائها Stem or baste fibers مثل الكتان Flax والقنب Hamp والجوت Jute.
3-ألياف ورقية Leaf fibers مثل أوراق الحلفا (الاسبارتو) Esparto والسيزال Sisal
4-ألياف الحشائش النباتية Grass fibers وهي نباتات عشبية تستعمل سيقانها وأوراقها معا في صناعة لب الورق مثل القش Straw ومصاصة القصب Bagasse وسيقان الذرة والبامبو Bamboo والغاب Reeds.
5-ألياف الخشب Wood fibers
وتسمى الألياف التي يتم الحصول عليها من الألياف الخشبية بالألياف الصلبة Hard Fibers.
•وتتكون عجينة الورق أساسا من السليلوز والهيميسليلوز واللجنين.
•وعجينة الورق المثالية المكون الأساسي لها السليلوز وهو أحد مكونات جدر الخلية ويوجد بجميع تراكيب النبات.
• تختلف النسبة المئوية للسليلوز تبعا لنوع النبات أو ألياف النبات المسخدمة فنجدها عالية في المواد المصنعة من النباتات العشبية وذات الفلقتين بينما يقل في المواد المصنعة من خشب الصنوبريات فنجد أن نسبته:
• في القطن تصل إلى 95% والكتان إلى 82% والقنب إلى 77% والجوت 60%.
• الإسبارتو (الحلف) 46 -58%.
• خشب الصنوبريات من 58-60%.

## أنواع الورق
ورق الطباعةوهو ورق خفيف، يتراوح وزن المتر المربع منه بين 44 و 120 غرام، ويستخدم في طباعة الأوفست (بالإنجليزية: Offset )‏ والدفاتر والكتب.
ورق التصويرورق التصوير (بالإنجليزية: photocopy paper)‏ هو ورق خفيف، أوزان الورق الشائعة منه 70 و75 و80 غرام لكل متر مربع، ويستخدم في آلات التصوير والطابعات الليزرية والمكتبية.
ورق الجرائدوهو ورق خفيف قليل المتانة قصير العمر شديد التشرب للسوائل.
ورق المجلاتوهو يشبه ورق الجرائد، إلا أنه يتميز عنه بلمعانه الواضح، ويصنع كلا النوعين من اللب المستخلص الكيماوية.
ورق الكرتونويوجد منه نوعان:
- النوع المضلع: ويتكون من عدة طبقات، ويستخدم لإنتاج صناديق التعبئة.
- النوع الرمادي: ويصنع بتجفيف عجينة اللب المستخدمة فيه بأفران خاصة، بدلا من أسطوانات التجفيف، ويستخدم في تجليد المطبوعات المختلفة.

الورق المقوىويعالج اللب المستخدم في تصنيعه بمواد كيماوية مختلفة، ويطلى بطبقات من الشمع حيث يستخدم في تغليف المواد الغذائية.

## آثار صناعة الورق

### الآثار الاجتماعية
بسبب انخفاض سعر الورق، أدى ذلك إلى وفرته التي أعطت درجة عالية من المعرفة وشجع هذا إلى تطور المدارس والجامعات، مما أدى إلى حصول طبقات جديدة ومتعددة من المجتمع على الكتابة.كما غير العملية الأساسية للتفكير حيث ظهرت إلى جانب الثقافة المنطوقة ثقافة مكتوبة ومطبوعة.

### الآثار الاقتصادية
ظلت مهارات القراءة والكتابة مهارات محصورة ضمن الطبقات الغنية، حتى ظهرت صناعات الورق الذي يمكن نقله والورق الذي تنتجه الآلات، وتمخض عن هذه الصناعات الكثير من الوظائف وانخفضت تكاليف صناعة الأوراق إلى:
- 28 سنتا للرطل الواحد في عام 1864.
- سنتين للرطل الواحد في عام 1897.

| الرتبة | الدولة         | الإنتاج ب (طن متري) | Les principaux pays producteurs de papier | الرتبة | الدولة          | الإنتاج ب (طن متري) |
| 1      | أمريكا         | 80,8                | Les principaux pays producteurs de papier | 11     | البرازيل        | 7,8                 |
| 2      | الصين          | 37,9                | Les principaux pays producteurs de papier | 12     | أندونسيا        | 7                   |
| 3      | اليابان        | 30,5                | Les principaux pays producteurs de papier | 13     | المملكة المتحدة | 6,5                 |
| 4      | كندا           | 20,1                | Les principaux pays producteurs de papier | 14     | روسيا           | 6,3                 |
| 5      | ألمانيا        | 19,3                | Les principaux pays producteurs de papier | 15     | إسبانيا         | 5,4                 |
| 6      | فلندا          | 13,1                | Les principaux pays producteurs de papier | 16     | النمسا          | 4,6                 |
| 7      | السويد         | 11,1                | Les principaux pays producteurs de papier | 17     | الهند           | 4,1                 |
| 8      | كوريا الجنوبية | 10,1                | Les principaux pays producteurs de papier | 18     | المكسيك         | 4,1                 |
| 9      | فرنسا          | 9,9                 | Les principaux pays producteurs de papier | 19     | تايلاندا        | 3,4                 |
| 10     | إيطاليا        | 9,4                 | Les principaux pays producteurs de papier | 20     | هولندا          | 3,3                 |

### الآثار السياسية
بسبب التحكم بالأفكار وضعت قوانين تمنع تصدير قطع القماش. واستخدمت الجرائد لنشر المعلومات السياسية، استخدمت ك «منبر لحشد الدعم»، حيث حثت القوانين في بداية القرن العشرين على صناعة الورق بتخفيضات ضريبة تمنح لتطوير الموارد وصناعات ومنح أسعار شحن ملائمة.

### الآثار على البيئة
نتج عن صناعة الورق بعض المخلفات التي لها أثر سيئ علي البيئة. وتكمن المشكلة الرئيسية في أن قش الأرز يحتوي على نسبة عالية من السيليكا والتي تتراوح ما بين 12% و14% من وزن الخامة وهذه المادة تؤدي إلي إعاقة استرجاع الكيماويات المستخدمة في عملية طبخ الخامة لاستخلاص لب الورق. وينجم عن ذلك تخلف مادة سائلة تعرف باسم السائل الأسود (Black Liquid) مطلوب التخلص منها لعدم وجود أي استفادة بمصانع الورق.
وتتزايد مشكلة تلوث البيئة مع زيادة كمية المخلفات الناتجة عن صناعة الورق وتعتبر كميات المياه الملوثة الناتجة من صناعة لب الورق تمثل أخطر الملوثات فقد وجد أن كمية المياه المستخدمة تتوقف علي نوع تكنولوجيا صناعة لب الورق ويحتاج الطن من قش الأرز ما يقرب من 15-20م3 من الماء في أفضل طرق استخراج اللب بينما قد يرتفع معدل المياه المستخدمة إلي 100م3 في حالة عدم إعادة تدوير المياه خلال العملية الصناعية ويجب ملاحظة أن خطورة تخلف هذه الكميات من المياه لايكمن في كونها فاقد للثروة القومية فحسب ولكن في مقدار التلوث البيئي التي تسببه.

## الاستعمالات
- مكتبية ومطبعية.
- فنية: للرسم (بألوان مائية أو زيتية وغيرها).
- بنكية: نقود ورقية.
- تواصل: ورق للرسائل والبطاقات البريدية والطوابع وغيرها...
- المطبخ: المساعدة في تشكيل العجائن وتغليف المأكولات.
- نظافة: مناديل ورقية.
- صناعة: مرشح ورقي، ورق كاشط، ورق مثقب ورق جدران.

### الورق للكتابة

ورق ميليمتري

استعمل الورق أولاً (منذ حوالي 2000 سنة) لحفظ الكتابة. لنجده الآن في المكاتب والمطابع كحامل ليس لكتابة فقط ولكن للصور والرسوم وغيرها. ويستعمل الدارسون والمختصون صنفاً خاصاً هو الورق الميليمتري لرسم مخططاتهم البيانية.
تنشر اليوم الصحف على ورق الصحف بملايين النسخ وذلك لثمنه الزهيد وخفة وزنه. وبالمقابل يستعمل ورق خاص لطباعة الصور يكون أملس وأثقل من ورق الصحف.
الورق الشفاف هو ذلك الورق الذي يسمح بمشاهدة جزء من ما خلفه لشفافيته العالية مقارنة بالورق العادي. والورق الكربوني يسمح بإعادة طبع ما يكتب عليه على ما يوضع خلفه.

### الورق والفن

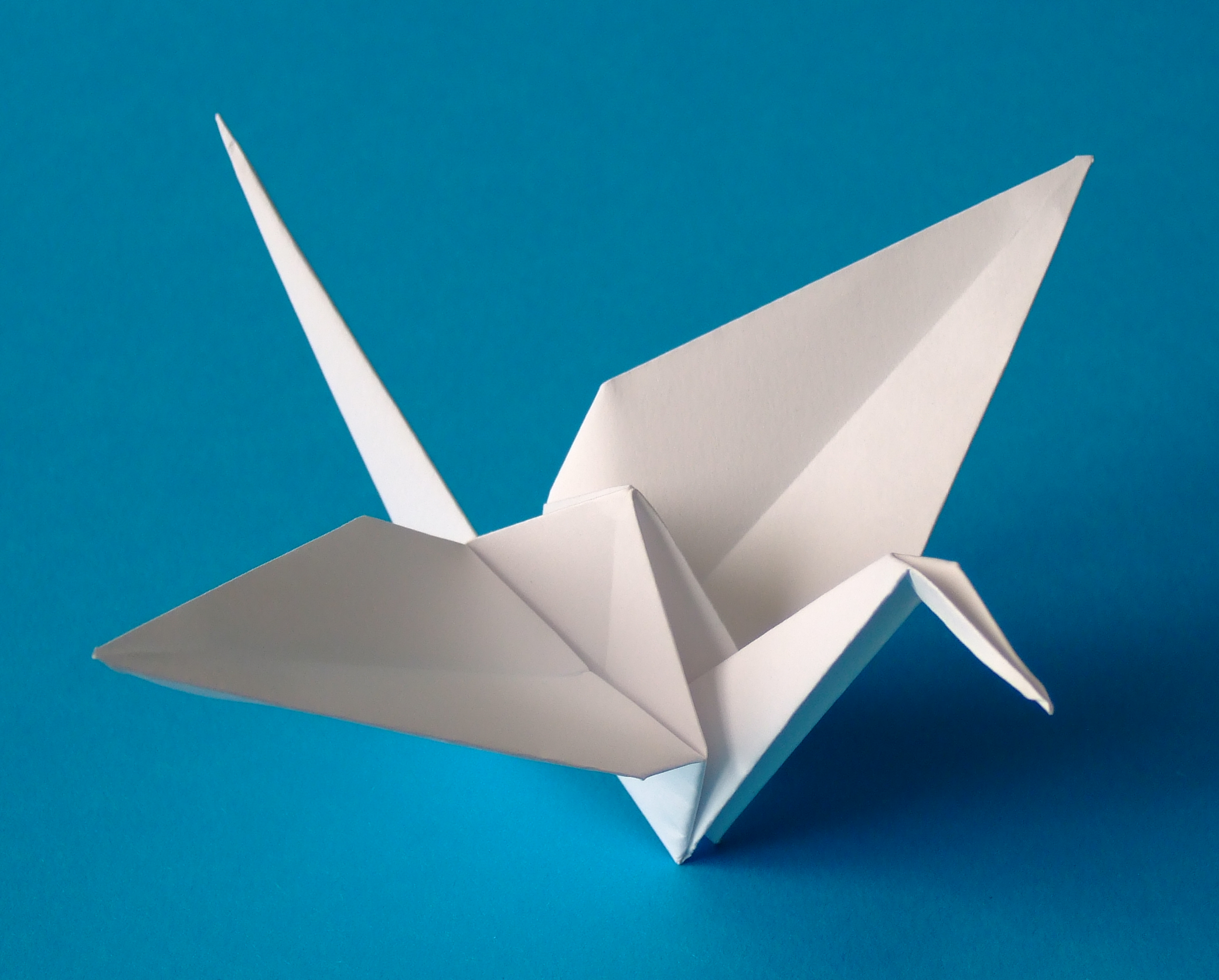
طائر من ورق

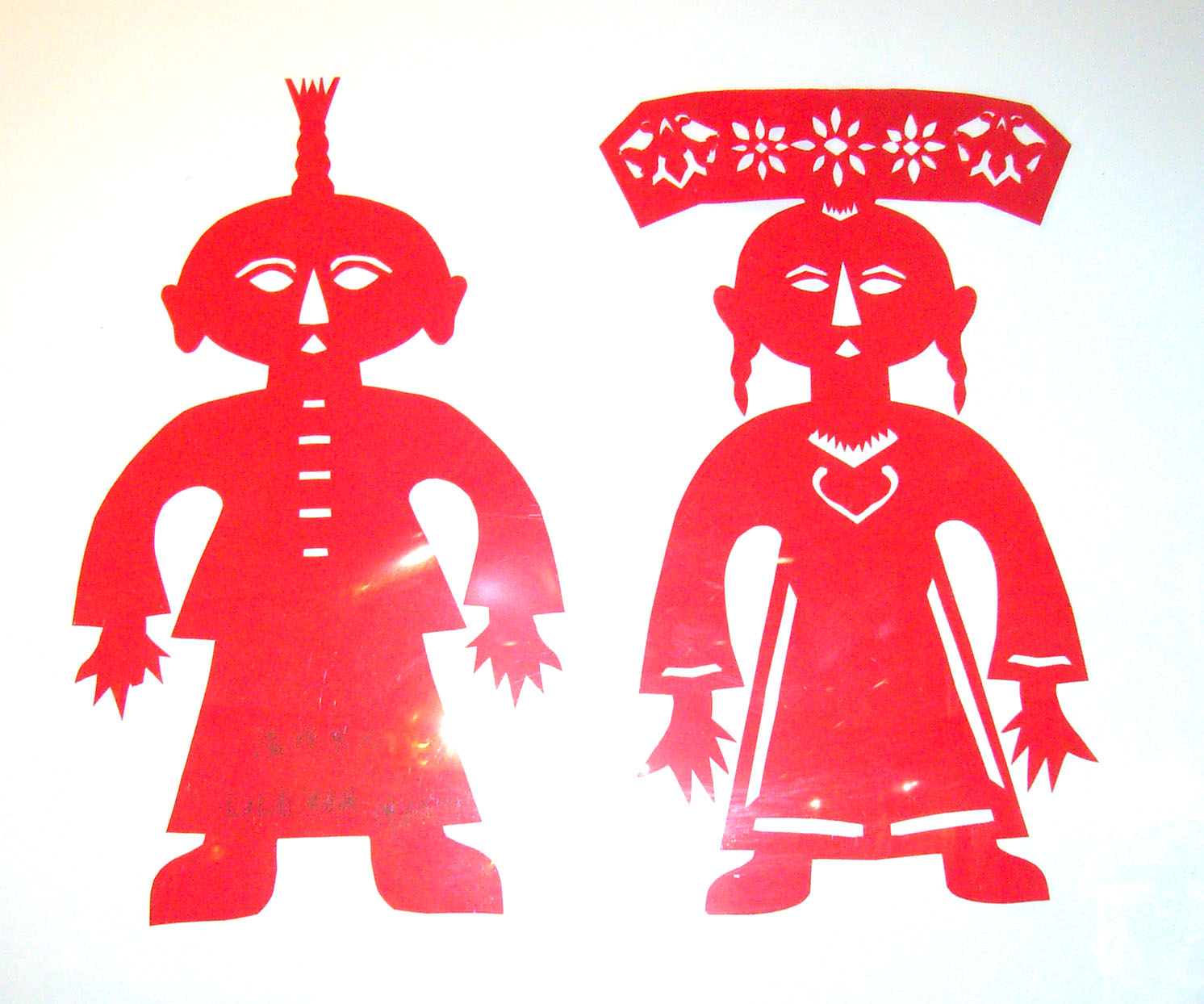
ورق مقصوص صيني

اوريغامي هو فن طي الورق، نشأ في الصين ويحظى بشعبية كبيرة في اليابان. ويستخدم الأوريغامي الورق، بشكل مربع عموما (ولكن ليس هو دائماً)، والذي لا يقص عادة. النماذج الورقية تبدأ غالباً بنفس السلسلة من الطيات. ويتبع لاحقاً الرسم التخطيطي، رسم يفصل بسلسلة من الأوجه كل طي ينفذ لتحقيق النموذج النهائي. يمكن أن يصنع بالأوريغامي أشكالاً بسيطة مثل قبعة أو طائرة ورقية، أو معقدة مثل برج إيفل أو غزال أو وحيد القرن، والتي تتطلب أكثر من ساعة من العمل.
هناك فنون أخرى تستغل الورق مثل kirigami، وهو فن قطع الورق. وقد أوجد الصينيون فن قص الورق منذ اختراع الورق في الصين أي منذ حوالي 2000 سنة. الأشكال الزخرفية والحيوانات والزهور وغيرها تقطع بالمقص أو السكين. الورق المقطعة الصيني تستخدم أساساً في زخرفة الأبواب والنوافذ وتدعي زهور النوافذ.
كما يستخدم الورق (أو المقوى منه) مقطعاً ومطوياً لصناعة النماذج الورقية بعد تلصيقه.

### للتزيين

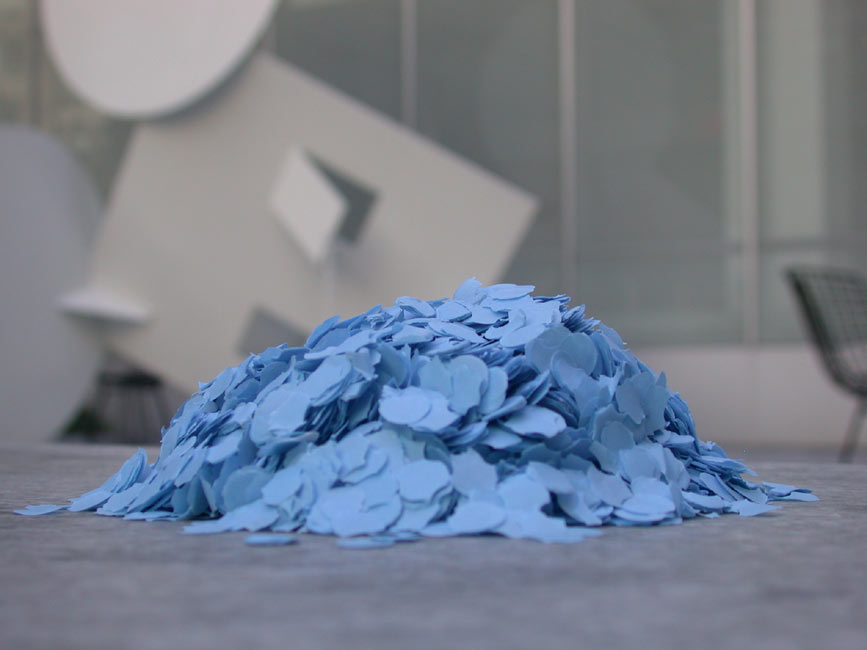
قصاصات ورقية.

الورق موجود بكثرة في مجالات التصميم والديكور والاحتفالات. يتم استخدام ورق الجدران لتغطية وتزيين الجدران الداخلية للمنازل أو المباني. ويوجد بعض الأدوات الزخرفية الورقية تماماً.
ويستعمل الورق الرخيص كمادة تزيينية في الاحتفالات والمناسبات الفنية، فتصنع اللفائف الصغيرة والقصاصات من الورق الرقيق والملون عادة.

### استعمالات أخرى
يمكن استخدامه للتغليف (ورق كرافت وورق اللف وتغليف الهدايا...) ولكن بدرجة أقل بسبب شدته المنخفضة. كما يستخدم الورق في العمارة اليابانية، لصناعة ألواح البيوت التقليدية اليابانية والكورية ما يسمى Shōji.
نجد الورق أيضاً بصور أقل وضوحاً في الأثاث المنزلي (وحدات المطبخ (الفورميكا أو الميلامين)، والأثاث القابل للتركيب وأسطح تنس الطاولة والأثاث (إشارات الزخرفية).

## ثبات الورق
احتوى الكثير من الورق القديم المصنوع من لب الخشب على كميات كبيرة من الشب: وهي مجموعة متنوعة من ملح كبريتات الألومنيوم الحمضية بدرجة كبيرة. وتمت إضافة الشب إلى الورق للمساعدة في تغيير الحجم  مما يجعله مقاومًا للماء إلى حد ما بحيث لا «تعمل» الأحبار أو تنتشر بشكل لا يمكن السيطرة عليه ولم يدرك صانعو الورق الأوائل أن الشبة التي أضافوها بشكل حر لمعالجة كل مشكلة تقريبًا في صنع منتجهم ستكون ضارة في النهاية ويتم تحلل ألياف السليلوز التي يتكون منها الورق بواسطة الحمض ويؤدي وجود الشب في النهاية إلى تحلل الألياف حتى يتفكك الورق في عملية تعرف باسم «النار البطيئة».
و نجد ان المستندات المكتوبة على ورق خرقة أكثر استقرارًا بشكل ملحوظ. وأصبح استخدام المضافات غير الحمضية في صناعة الورق أكثر انتشارًا ولا يمثل استقرار هذه الأوراق مشكلة.
يحتوي الورق المصنوع من اللب الميكانيكي على كميات كبيرة من اللجنين: وهو مكون رئيسي في الخشب. في وجود الضوء والأكسجين يتفاعل اللجنين ليعطي مواد صفراء  وهذا هو سبب اصفرار ورق الصحف وغيره من الورق الميكانيكي مع تقدم العمر. لا يحتوي الورق المصنوع من ورق الكرافت المبيض أو عجينة الكبريتيت على كميات كبيرة من اللجنين وبالتالي فهو مناسب بشكل أفضل للكتب والوثائق والتطبيقات الأخرى التي يكون فيها بياض الورق ضروريًا.
الورق المصنوع من لب الخشب ليس بالضرورة أقل متانة من ورق خرقة. يتم تحديد سلوك تقادم الورق من خلال تصنيعه وليس المصدر الأصلي للألياف. وعلاوة على ذلك أثبتت الاختبارات التي رعتها مكتبة الكونجرس أن جميع الأوراق معرضة لخطر التحلل الحمضي وذلك لأن السليلوز نفسه ينتج أحماض فورميك وخليك ولاكتيك وأوكساليك.
ينتج استخلاص اللب الميكانيكي ما يقرب من طن من اللب لكل طن من الخشب الجاف المستخدم ولهذا السبب يشار إلى اللب الميكانيكي أحيانًا على أنه لباب «عالية الإنتاجية». مع ما يقرب من ضعف إنتاج اللب الكيميائي غالبًا ما يكون اللب الميكانيكي أرخص. تميل الكتب والصحف ذات الغلاف الورقي في السوق إلى استخدام الأوراق الميكانيكية. يميل ناشرو الكتب إلى استخدام الورق الخالي من الأحماض، المصنوع من عجينة كيميائية مبيضة بالكامل للكتب ذات الأغلفة الورقية والكتب ذات الأغلفة الورقية التجارية.

## مستقبل الورق
بدأت بعض الشركات المصنعة في استخدام بديل جديد أكثر ملاءمة للبيئة للتغليف البلاستيكي الموسع مصنوعة من الورق والمعروفة تجاريًا باسم ورق الفوم (PaperFoam) تتميز العبوة الجديدة بخصائص ميكانيكية مشابهة جدًا لتلك الموجودة في بعض العبوات البلاستيكية الممتدة ولكنها قابلة للتحلل البيولوجي ويمكن أيضًا إعادة تدويرها باستخدام الورق العادي.
مع تزايد المخاوف البيئية بشأن الطلاءات الاصطناعية (مثل PFOA) وارتفاع أسعار البتروكيماويات القائمة على الهيدروكربون هناك تركيز على الزين (بروتين الذرة) كطلاء للورق في تطبيقات عالية الشحوم مثل أكياس الفشار.
أيضًا قد تم إدخال المواد التركيبية مثل تايفك (Tyvek) وتسلين (Teslin) كوسائط طباعة كمواد أكثر متانة من الورق.

## معرض الصور

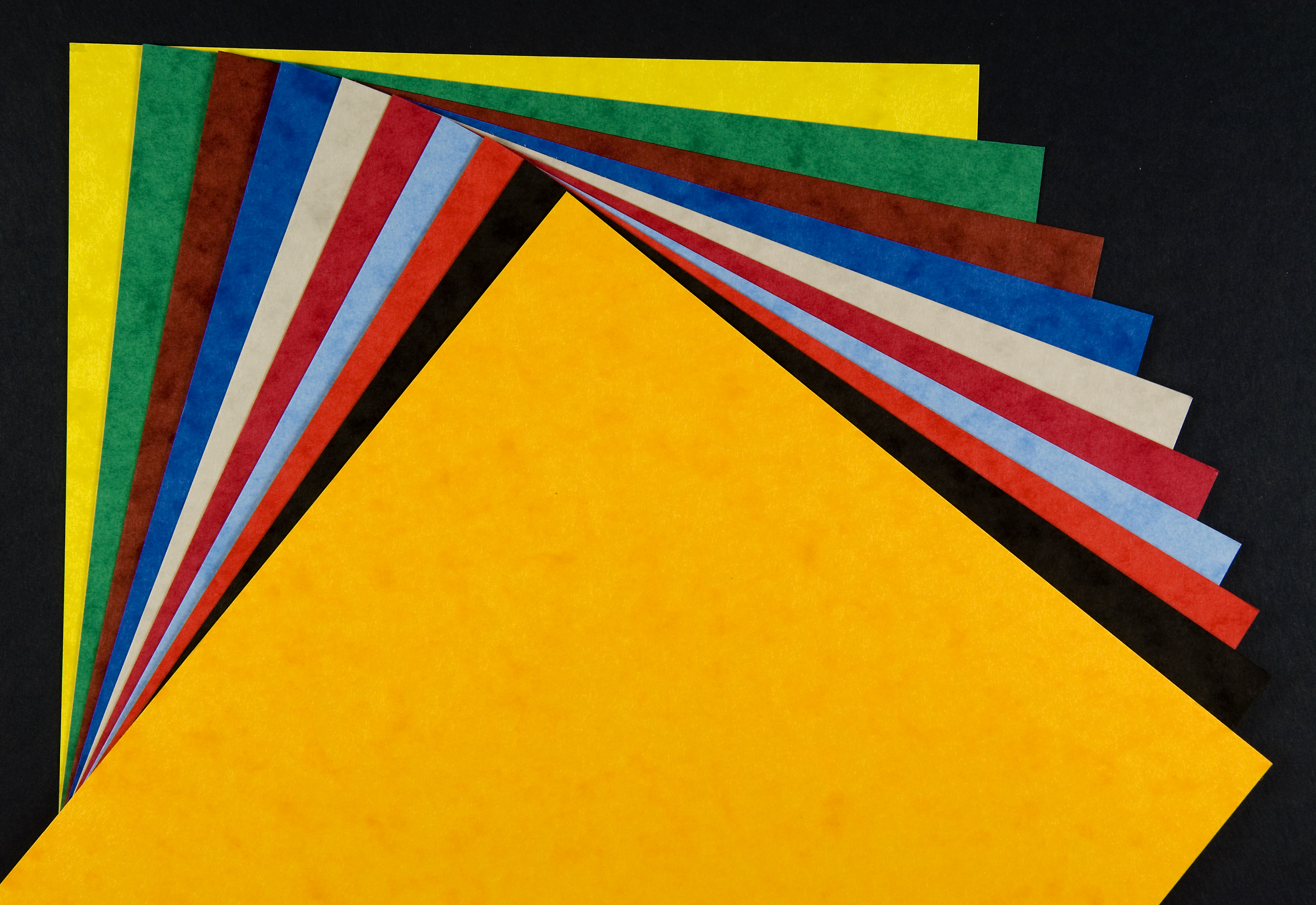
الورق المخصص للاستخدامات اليدوية في مجموعة متنوعة من القوام والألوان
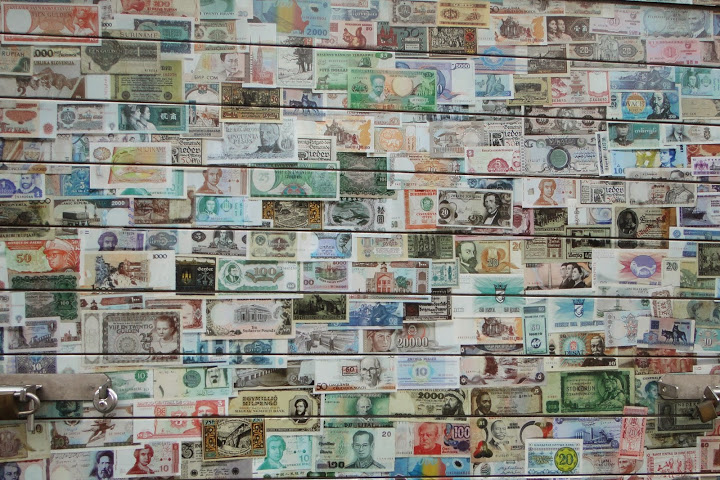
النقود الورقية من دول مختلفة
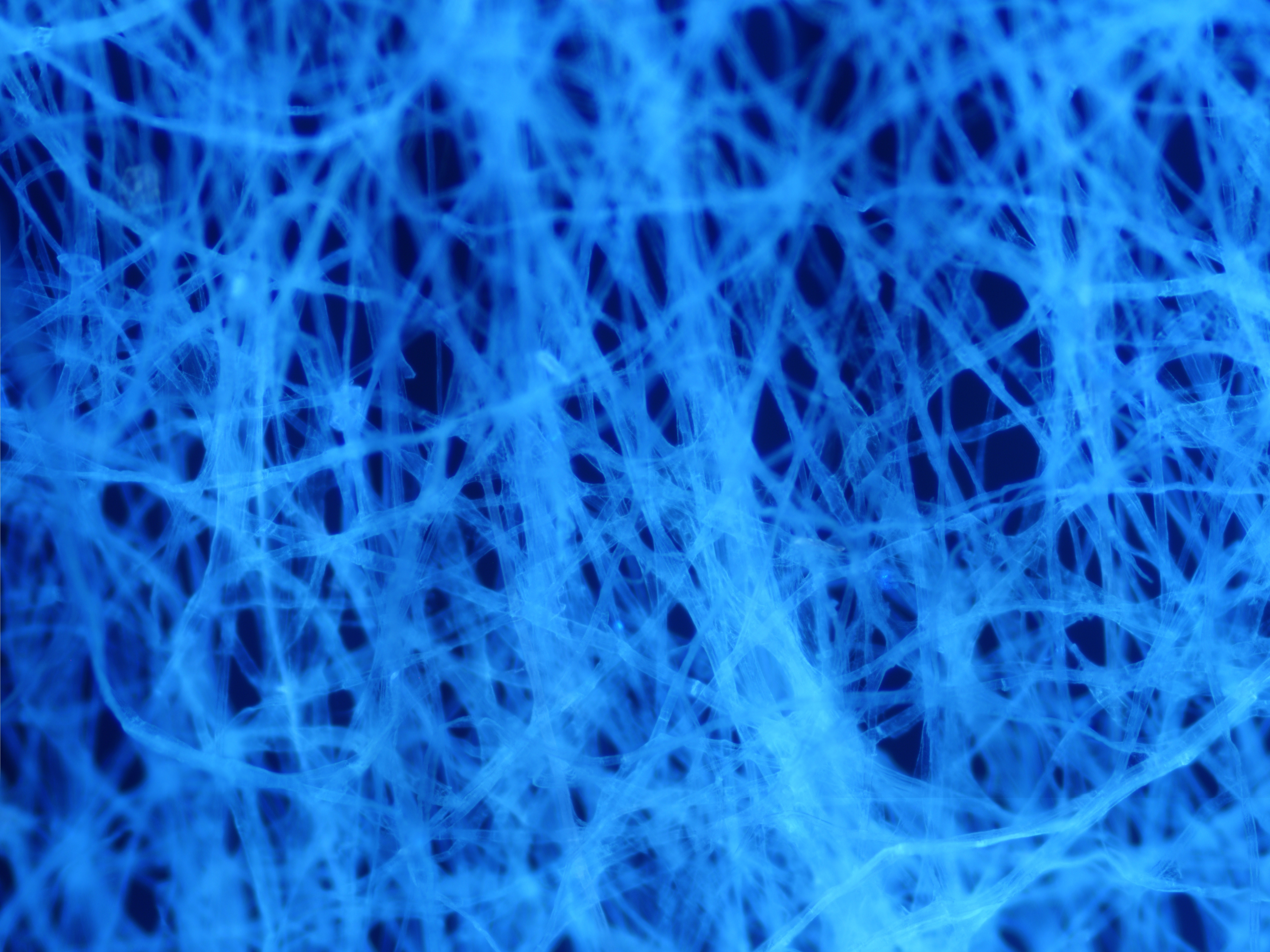
التركيب المجهري للورق: صورة مجهرية للورق الفلوري تحت الإضاءة فوق البنفسجية و يبلغ قطر الألياف الفردية في هذه العينة حوالي 10 ميكرومتر.
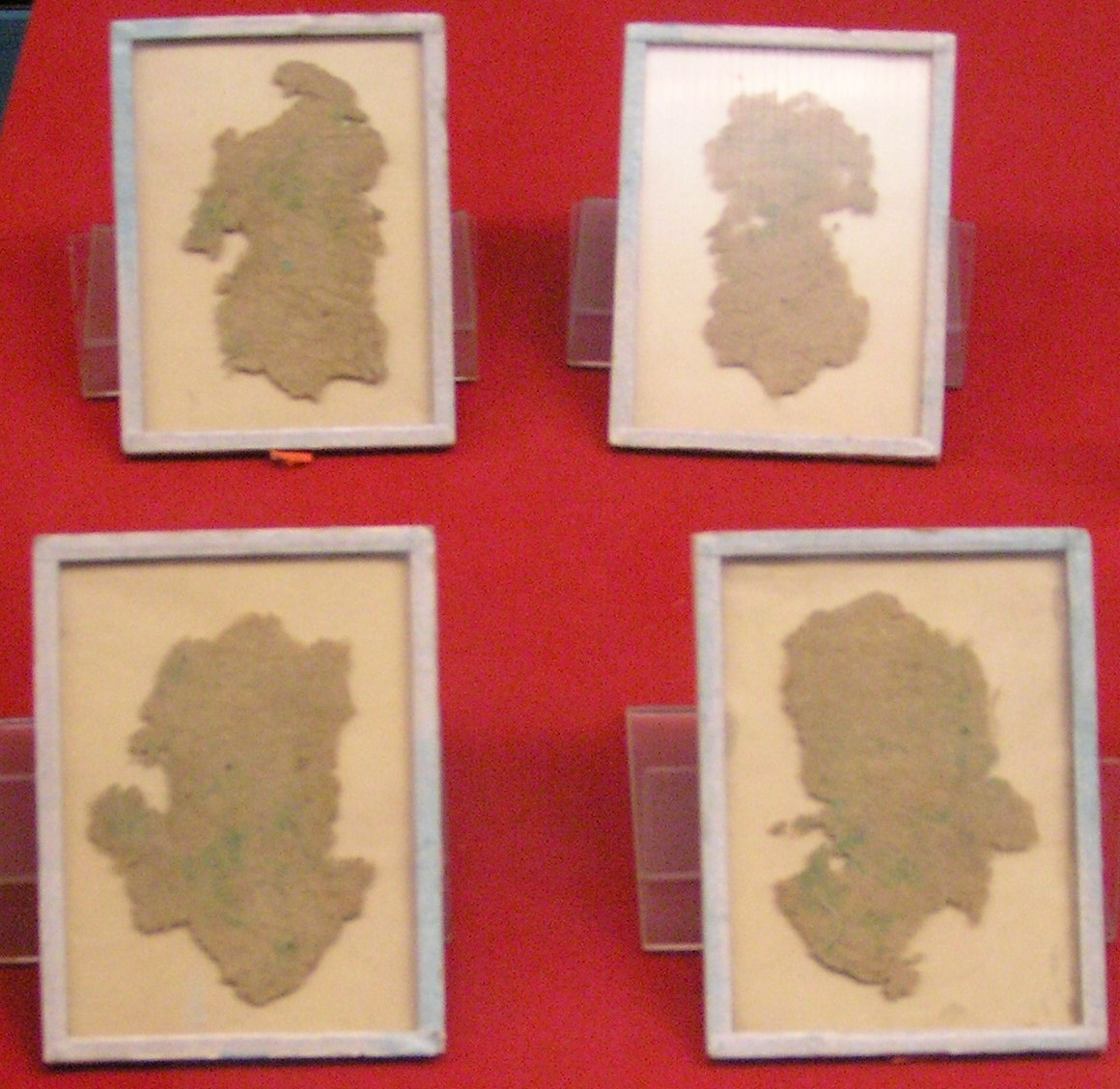
ورق تغليف القنب - الصين (ج. 100 ق)
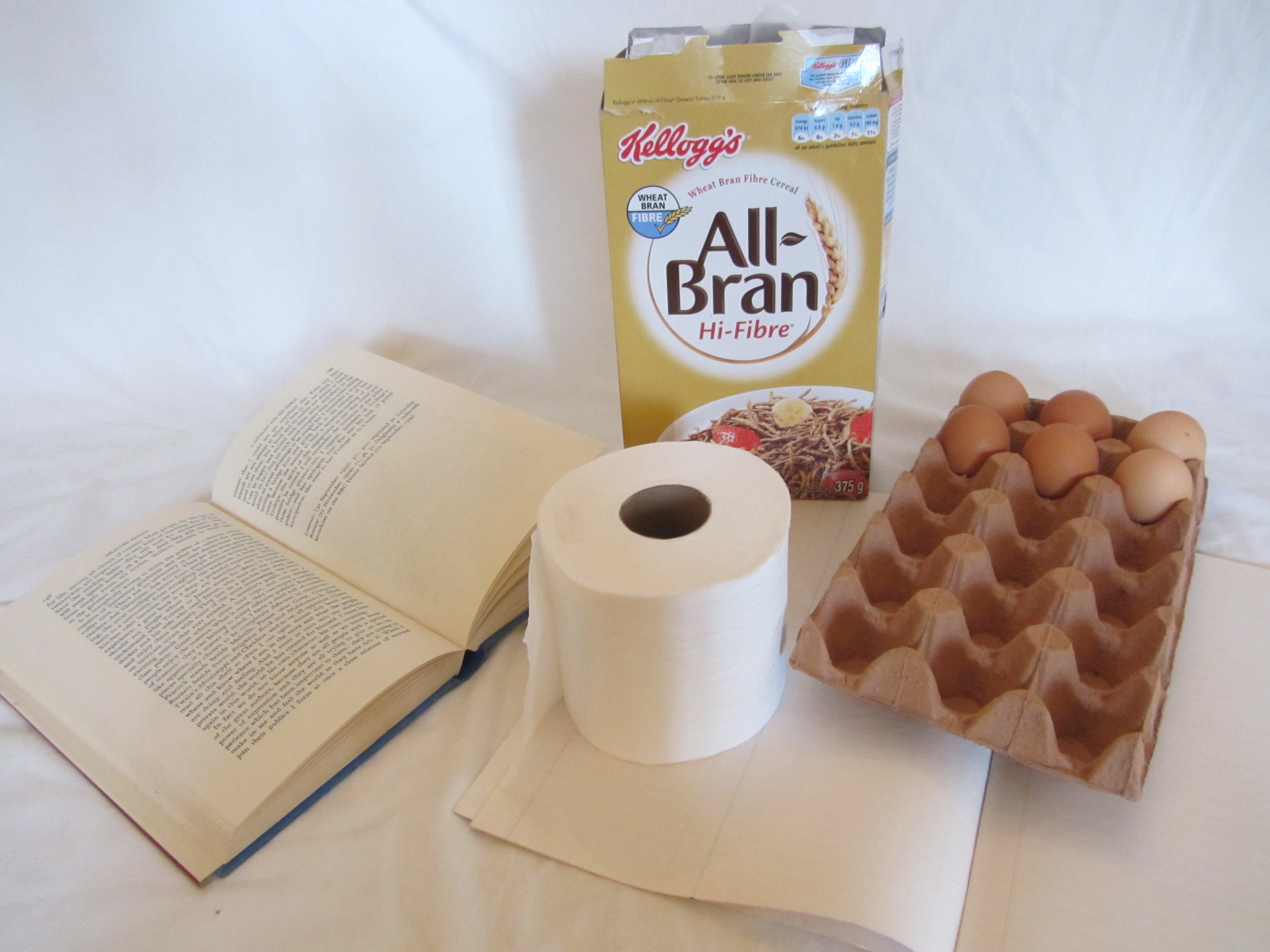
منتجات مُصنعة من الورق
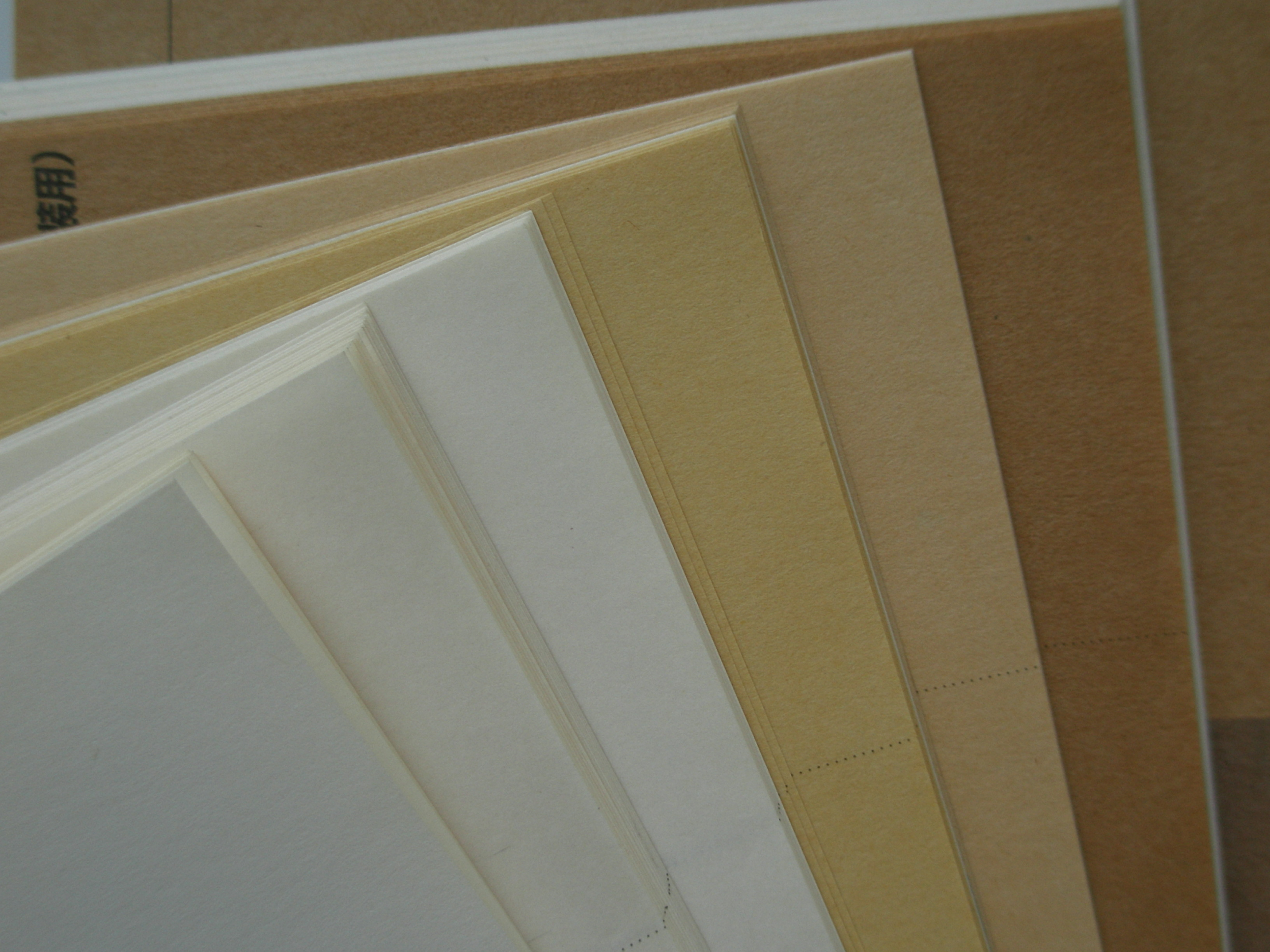
عينات من ورق التغليف
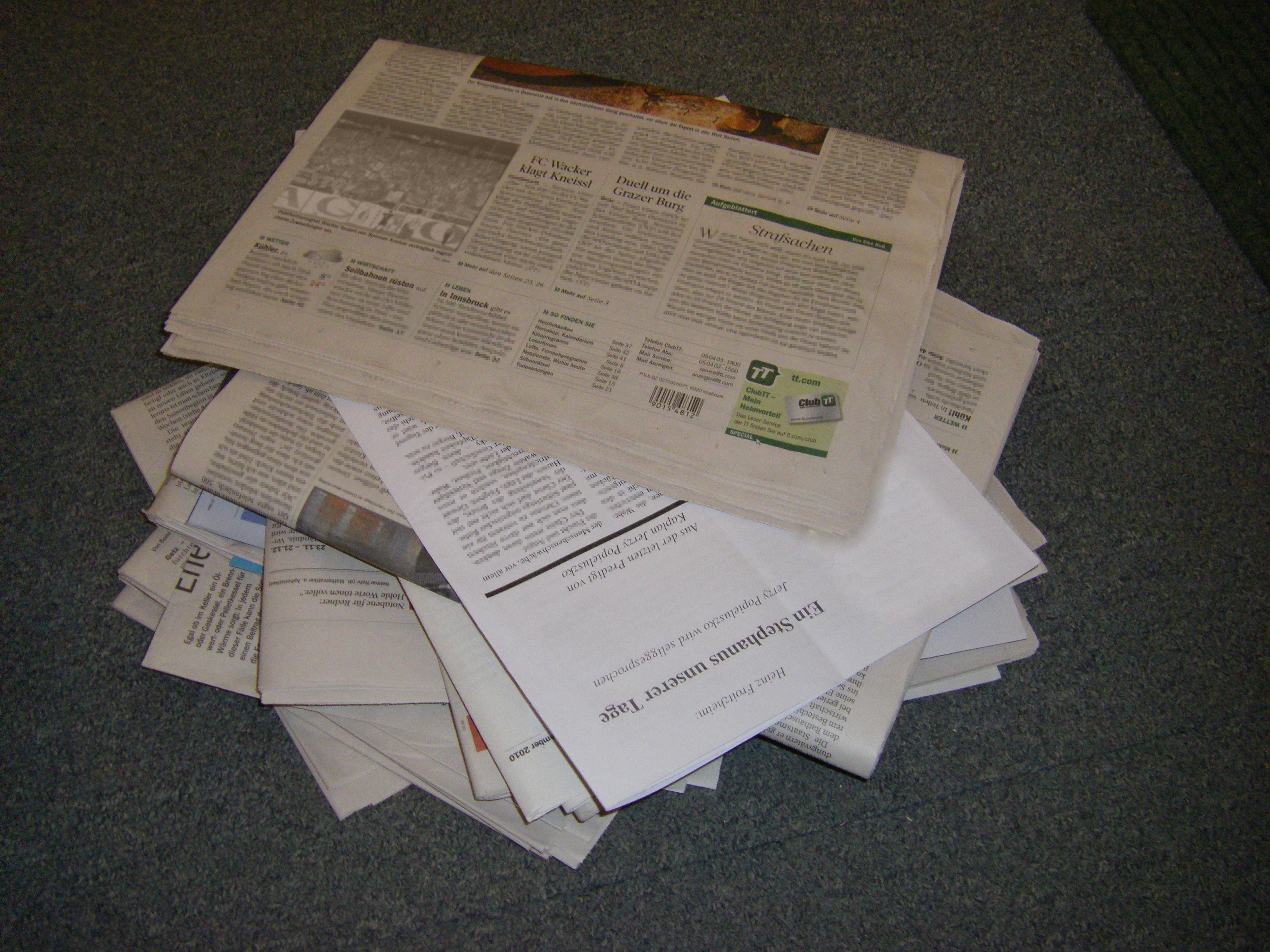
صحف ورقية
تكبير نسيج ورقة مائة مرة
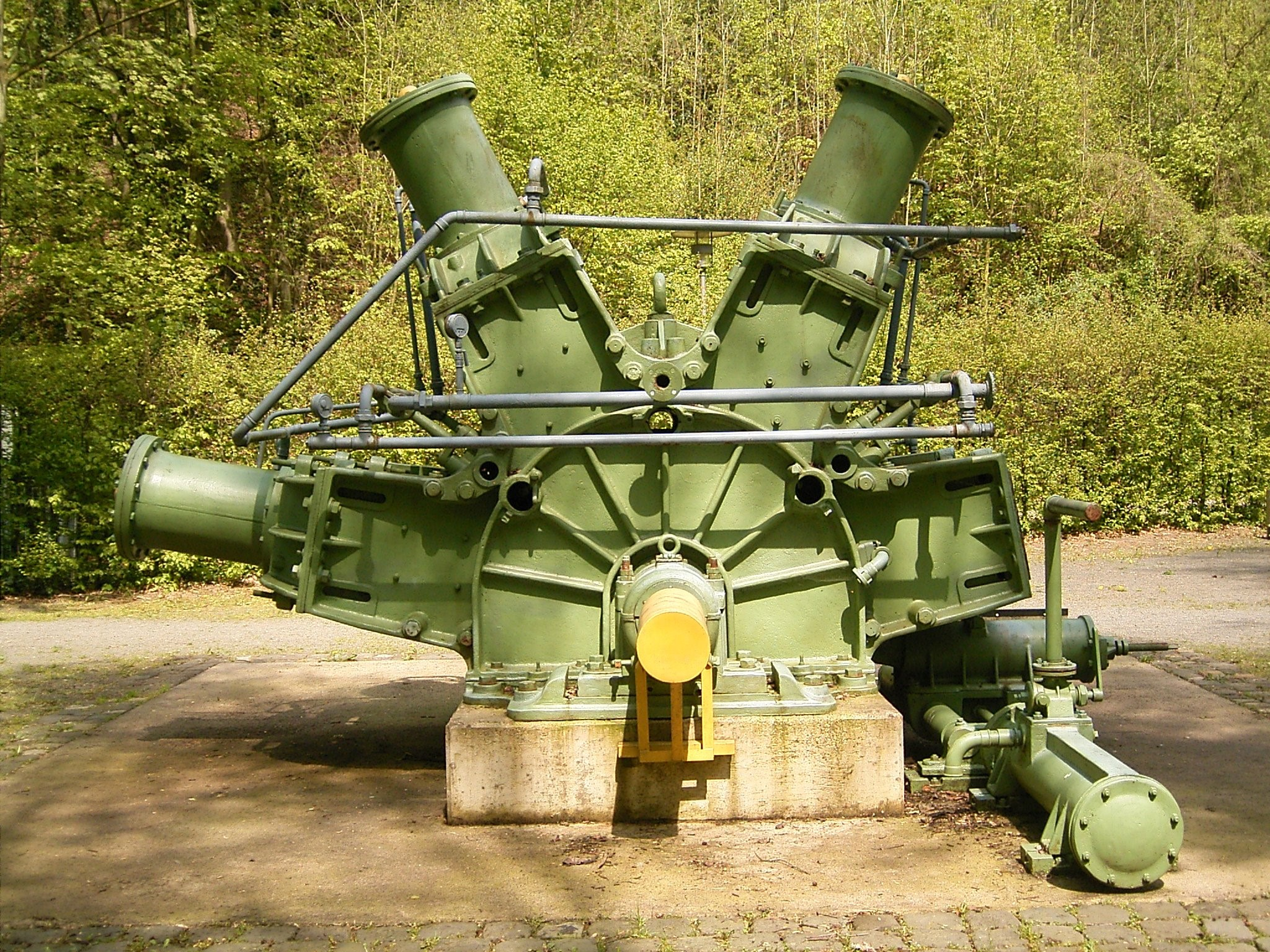
مطحنة الخشب في المتحف الصناعي "Alte Dombach" في بيرجيش جلادباخ
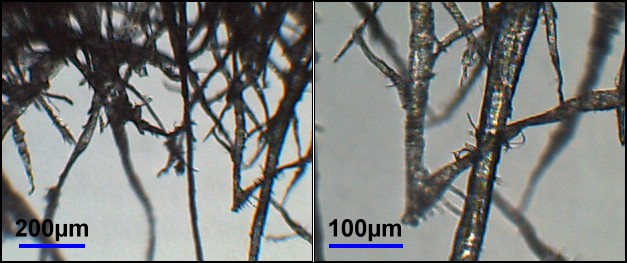
ألياف السليلوز في الورق
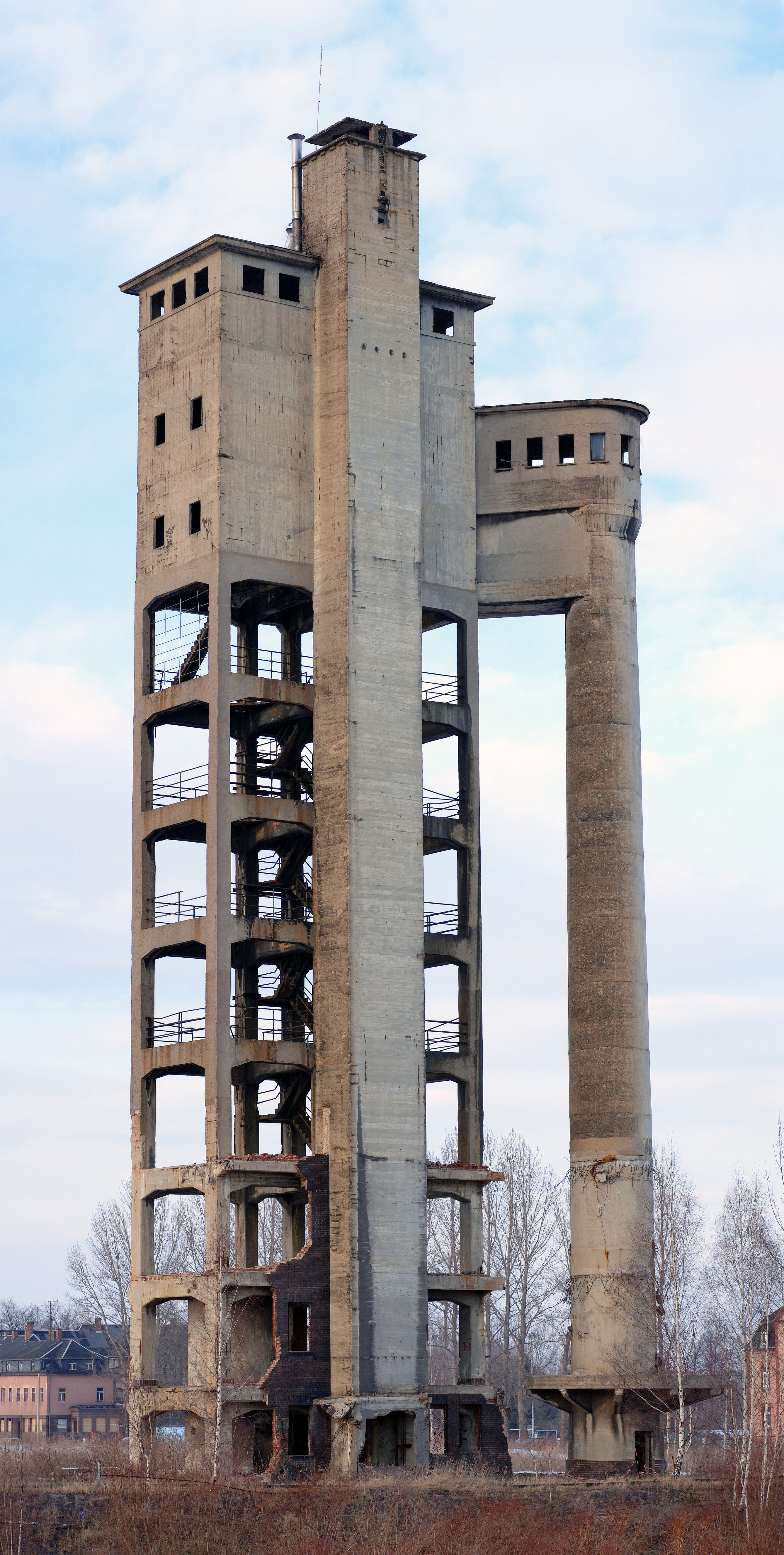
برج الحمض المستخدم سابقًا في إنتاج اللب في كروسين (تسفيكاو)
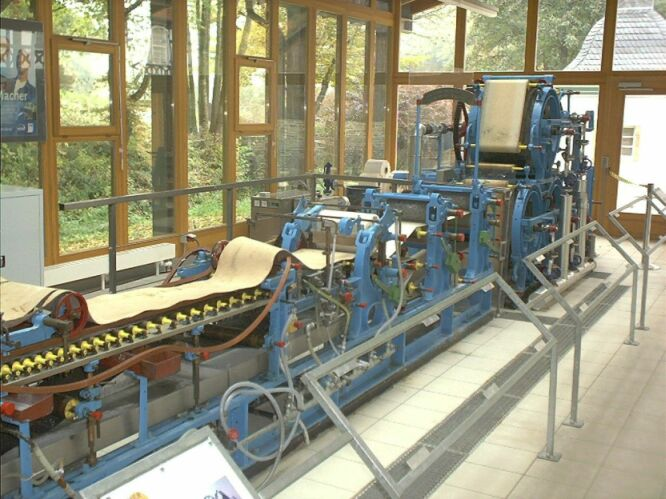
آلة الورق Fourdrinier للاستخدام المخبري ، متحف Hagen في الهواء الطلق
كود إعادة التدوير للورق
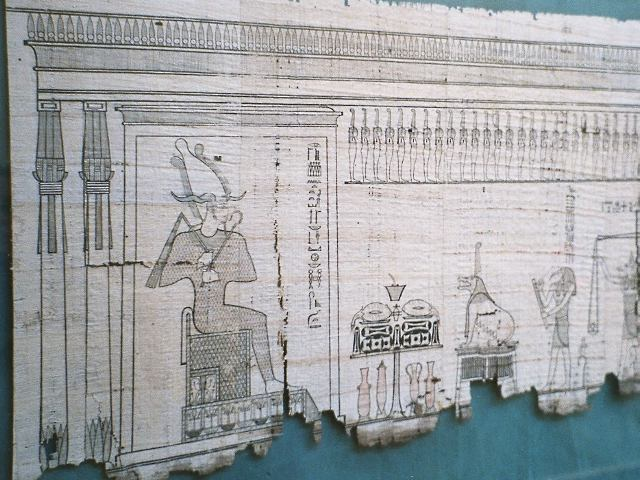
بردية مصرية قديمة
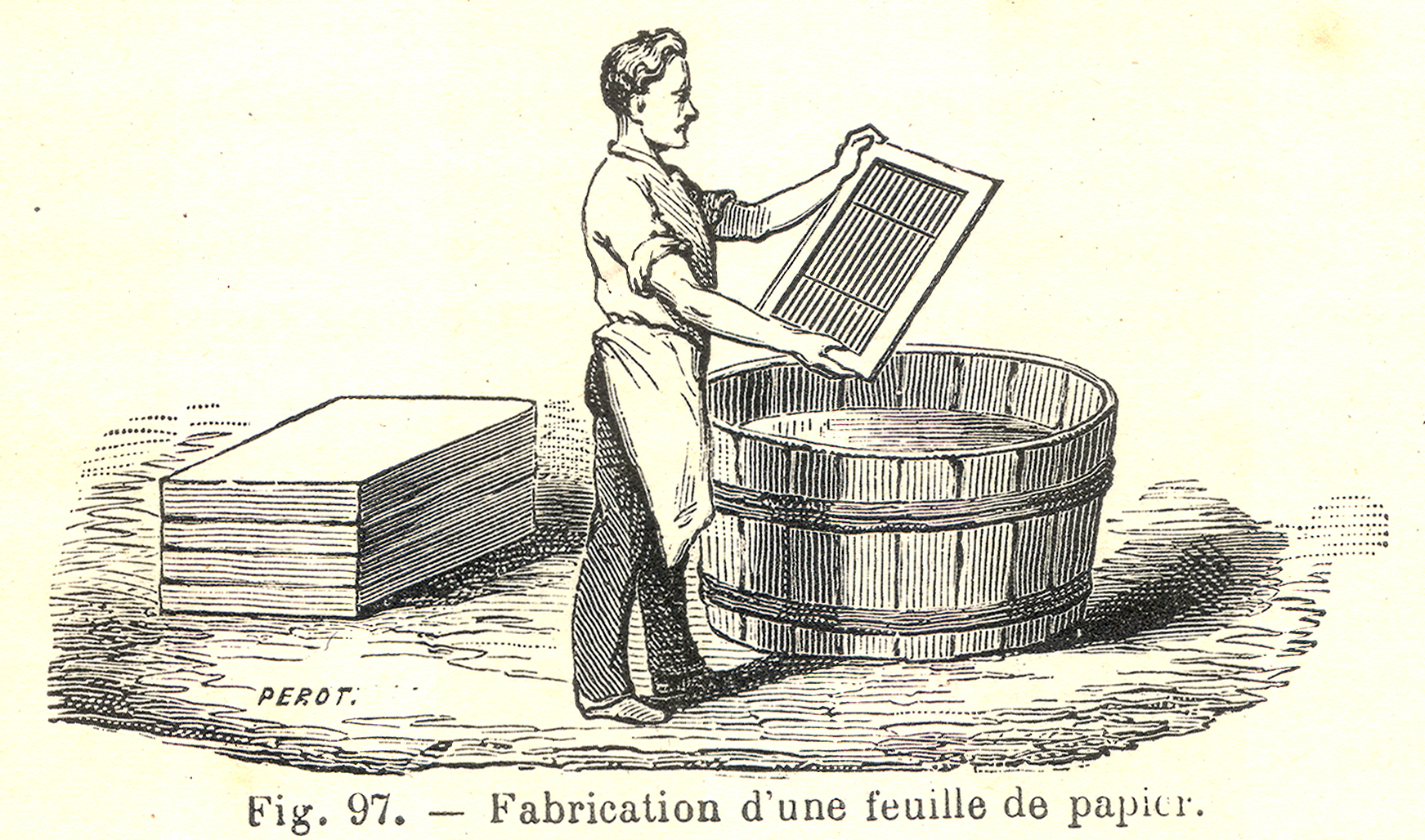
صناعة يدوية من ورقة
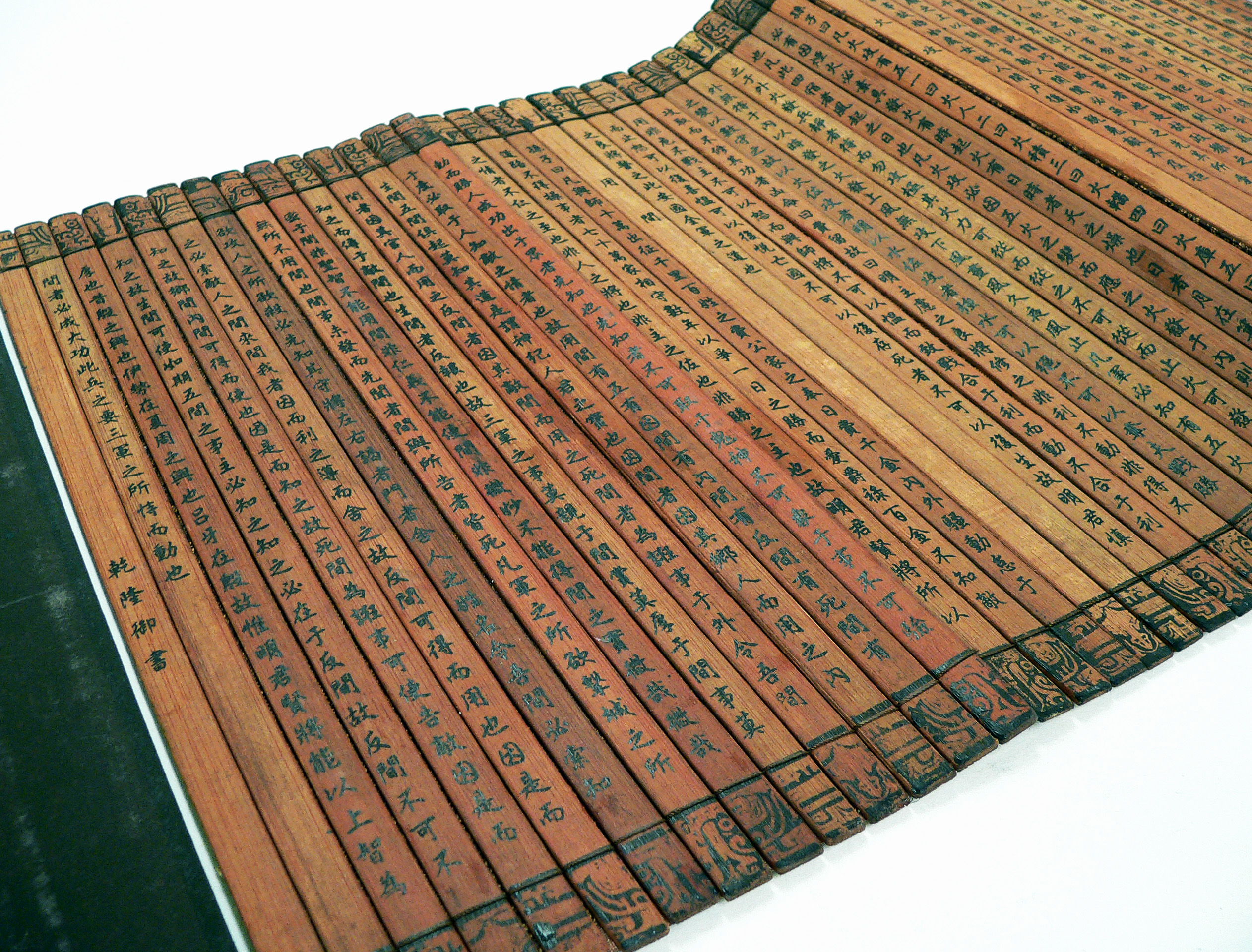
كتاب قطاع الخيزران